# Rezső Somlai
 (août 2024).
Si vous disposez d'ouvrages ou d'articles de référence ou si vous connaissez des sites web de qualité traitant du thème abordé ici, merci de compléter l'article en donnant les références utiles à sa vérifiabilité et en les liant à la section « Notes et références ».
Rezső Somlai-Stolzparth (né en 1911 en Autriche-Hongrie et mort en 1983) était un joueur de football et entraîneur hongrois, qui jouait en tant que milieu de terrain.

## Biographie

### Joueur
Somlai passe toute sa carrière de joueur entre la Hongrie et la France. Il débute au Ferencváros TC avant de rejoindre l'OGC Nice en 1932.
En 1934, il rentre en Hongrie pour jouer au Kispest FC. Un an plus tard en 1935, il retourne en France pour évoluer à l'Olympique d'Alès où il reste jusqu'en 1936. Lors de sa dernière saison, il part finir sa carrière en région parisienne au Red Star FC.

### Entraîneur
Après sa retraite, il devient l'entraîneur en 1947 de l'équipe de Bulgarie de football. Puis il prend ensuite les rênes du Levski Sofia entre 1948 et 1949.